# Зайково (Щучанський район)
За́йково (рос. Зайково) — село у складі Щучанського району Курганської області, Росія. Адміністративний центр Зайковської сільської ради.
Населення — 306 осіб (2010, 393 у 2002).
Національний склад станом на 2002 рік: росіяни — 91 %.